# شمال إنغيريا
جمهورية شمال إنغيريا (بالفنلندية: Pohjois-Inkerin tasavalta)، أو جمهورية كيرياسالون (بالفنلندية: Kirjasalon tasavalta)، كانت دولة صغيرة لم تدم طويلًا للإنغيريين الفنلنديين في الجزء الجنوبي من برزخ إنغيريا، والتي انفصلت عن روسيا البلشفية بعد ثورة أكتوبر. لقد كان هدفها من قبل معظم المؤيدين هو دمجها في مملكة فنلندا، وقد حكمت أجزاء من شمال إنغيريا من 1919 حتى 1920. ومع معاهدة السلام في تارتو، تم إعادة دمجها في روسيا. ومع ذلك، تمتع الفنلنديون في هذه المنطقة بدرجة معينة من الحكم الذاتي القومي حتى ثلاثينيات القرن الماضي وفقًا لسياسة ترسيم الحدود الوطنية في الاتحاد السوفيتي. وفي عام 1928، تم تأسيس مقاطعة كيوفيسي الوطنية مع قاعدتها الإدارية في توكسوفو. وفي عام 1939 تم إلغاؤها وانضمت المنطقة إلى منطقة بارغولوفو. اليوم هي تكون الجزء الشمالي الشرقي من مقاطعة فسيفولويسكي.
| يوم البداية | شهر البداية | سنة البداية | يوم النهاية | شهر النهاية    | سنة النهاية    | الرئيس           |
| ----------- | ----------- | ----------- | ----------- | -------------- | -------------- | ---------------- |
| 9           | يوليو       | 1919        |             | سبتمبر         | 1919           | سانتيري تيرمونين |
| 14          | سبتمبر      | 1919        | شهر نوفمبر  | يوهو بيكا كوكو | 1919           |                  |
| 16          | شهر نوفمبر  | 1919        | قد          | 1920           | جورج الففينجرن |                  |
|             | يونيو       | 1920        | 5           | 1920           | ديسمبر         | جوكا تيرانين     |

## روابط خارجية
- Ingria on Fire: حلقة غير معروفة للحركة البيضاء (in Russian) ، بما في ذلك خريطة الأسماء الجغرافية الفنلندية.